# A991 road
Die A991 road ist eine A-Straße in Schottland. Sie verläuft mit einer Gesamtlänge von 2,9 km ausschließlich im Innenstadtbereich von Dundee und bildet dort den Innenstadtring. Die Straße ist durchgängig unter der Bezeichnung Marketgait geführt.

## Verlauf
Die A991 nimmt den von Süden über die Firth-of-Tay-Brücke (A92) nach Dundee einfahrenden Verkehr auf. In östlicher Richtung wird sie für rund 200 m zusammen mit der A92 geführt, bis diese weiter in östlicher Richtung der Küste von Angus und Aberdeenshire folgend verläuft. Die A991 knickt an dieser Stelle nach Norden ab und nimmt die aus nördlicher Richtung von der A90 (äußerer Ring) einfallende A929 auf. An einem Kreisverkehr mündet die A923 (Dunkeld–Dundee) ein, welche von der A90 durch die nordwestlichen Stadtteile bis in das Zentrum Dundees führt. Im Südwesten bindet die A991 den städtischen Bahnhof an das Straßennetz an und bildet den Endpunkt der aus Oban kommenden A85, bevor sie wieder die Einmündung der A90 erreicht.

## Umgebung
Auf ihrem Lauf passiert die A991 verschiedene denkmalgeschützte Bauwerke und trennt den Campus der University of Dundee von dem der University of Abertay ab. Gegenüber der Firth-of-Tay-Brücke befindet sich das klassizistische Exchange Coffee House. Etwas weiter östlich ist das Gebäude der ehemaligen Hafenverwaltung gelegen. Mit der St Andrew’s Church gegenüber der Einmündung der King’s Street und der South Church an der Einmündung der Nethergate sind zwei Kirchengebäude der höchsten Denkmalkategorie A an der A991 gelegen. Die ehemalige Textilmühle der Tay Works gehörte zu den größten Betrieben ihrer Art im Vereinigten Königreich und zieht sich rund 200 m entlang der Straße. Gegenüber befindet sich das ehemalige Gerichtsgebäude.

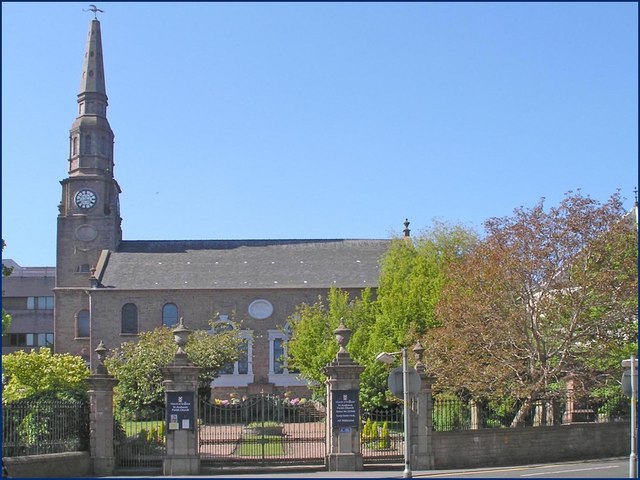
St Andrew’s Church
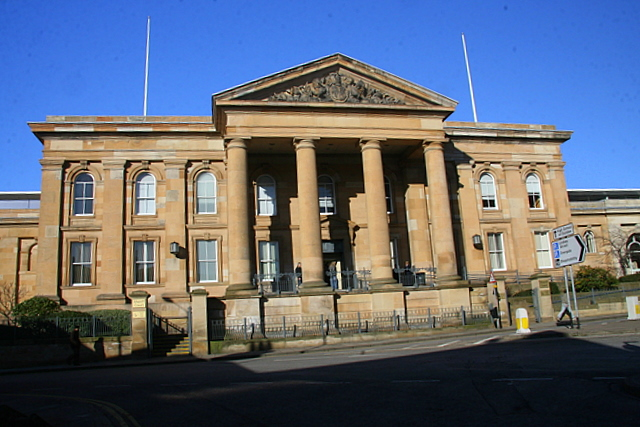
Gerichtsgebäude